# Wanfu (socken i Kina, Zhejiang)
Wanfu (kinesiska: 万阜, 万阜乡) är en socken i Kina. Den ligger i provinsen Zhejiang, i den östra delen av landet, omkring 250 kilometer söder om provinshuvudstaden Hangzhou. Antalet invånare är 3152. Befolkningen består av 1 405 kvinnor och 1 747 män. Barn under 15 år utgör 17,0 %, vuxna 15-64 år 59 %, och äldre över 65 år 22,0 %.
Genomsnittlig årsnederbörd är 2 093 millimeter. Den regnigaste månaden är juni, med i genomsnitt 303 mm nederbörd, och den torraste är januari, med 64 mm nederbörd.